# Cautires jasarensis
Cautires jasarensis – gatunek chrząszcza z rodziny karmazynkowatych i podrodziny Lycinae.
Gatunek ten opisany został po raz pierwszy w 2016 roku przez Alice Jiruskovą, Michala Motykę i Ladislava Bocáka z Uniwersytetu Palackiego na łamach European Journal of Taxonomy. Opisu dokonano na podstawie okazów odłowionych w 2005 i 2013 roku. Jako miejsce typowe wskazano górę Beremban w stanie Pahang. Natomiast epitet gatunkowy pochodzi od innego miejsca występowania, góry Jasar.
Chrząszcz o smukłym ciele długości około 8,7 mm. Ubarwiony jest całkowicie czarno. Mała głowa zaopatrzona jest w blaszkowate czułki o bardzo wąskich od nasady po szczyt blaszkach osadzonych na podstawach członów oraz w stosunkowo niewielkie, półkuliste oczy złożone o średnicach wynoszących 0,73 ich rozstawu. Przedplecze ma około 1,5 mm długości, 1,7 mm szerokości, tępe kąty przednie, silnie wyniesione, bardzo delikatnie wklęsłe na przedzie i dalej rozbieżne krawędzie boczne oraz ostre, ale nie wystające kąty tylne. Listewki dzielą jego powierzchnię na siedem komórek (areoli), z których środkowa jest kompletna, odgraniczona wyraźnymi listewkami i przylega do tylnego brzegu przedplecza. Listewki tylne są słabo zaznaczone. Pokrywy mają równoległe boki i powierzchnię podzieloną dobrze rozwiniętymi żeberkami podłużnymi pierwszorzędowymi i drugorzędowymi oraz gęsto rozmieszczonymi żeberkami poprzecznymi na komórki (areole). Genitalia samca cechują się przeciętnie wąskim prąciem o największej szerokości osiągniętej w wierzchołkowej ⅓ długości i tam równoległobocznym oraz o tępym, acz nie szeroko zaokrąglonym szczycie.
Owad orientalny, endemiczny dla Malezji, znany tylko ze stanu Pahang. Występuje w wyższych partiach Tanah Tinggi Cameron, w tym na górach Gunung Beremban i Gunung Jasar. Spotykany jest na wysokościach od 980 do 1600 m n.p.m.